# Авторикша
Авторикшата (наричана още моторикша или тук-тук) представлява закрит триколесен мотоциклет или моторолер, предназначен за превозване на пътници и товари.
Използването на авторикшите е широко разпространено в държавите с топъл климат и специално в Южна Азия, Югоизточна Азия и Африка, както и най-южните части на Европа. Представлява развитие (модернизация) на масово разпространената в миналото рикша и е един от най-евтините и ефективни видове транспорт. Авторикшите изразходват около 3 литра бензин на 100 км.

## Техника
Една авторикша обикновено има три колела: едно отпред и две задни. Зад мястото на водача се намира кабината за пътниците, която може да бъде  отворена или затворена. Вместо нея някои авторикши имат открита транспортна платформа или затворен транспортен обем. В миналото се използвани основно двутактови двигатели с вътрешно горене и поради типичния си звук те са наричани 'тук-тук'. При по-старите модели двигателят се намира отпред, а при по-новите се намира отзад под кабината за пътниците. Съвременните версии използват за гориво най-често природен газ, пропан-бутан или са с електрозадвижване. Масовите модели се управляват подобно на мотоциклет с ръчка. Авторикшите представляват един от най-опасните видове транспорт поради ниската надеждност и почти минимално използвани предпазни средства. При тях липсват предпазни колани, меки повърхности и въздушни възглавници. Съгласно статистиките през 2014 г. в Индия от 140 000 починали от пътно-транспортни произшествия, 6300 са свързани с авторикшите.

## Галерия
- Моторикши RE 4S в Гоа, Индия
- Карачи, Пакистан
- Бангкок, Тайланд
- Аюттхая, Тайланд
- Ханой, Виетнам
- Адама, Етиопия
- Найроби, Кения
- Джакарта, Индонезия